# Добрышице около Радомско
Добрышице около Радомско (пол. Dobryszyce k/Radomska, Dobryszyce koło Radomska) — остановочный пункт в деревне Добрышице в гмине Добрышице, в Лодзинском воеводстве Польши. Имеет 2 платформы и 2 пути.
Остановочный пункт на железнодорожной линии Варшава-Центральная — Катовице, построен в 1935 году.